# Christopher Sullivan
Christopher Sullivan (San José (Califórnia), 18 de abril de 1965) é um ex-futebolista estadunidense, que atuava como meia e atacante.

## Carreira
Christopher Sullivan integrou a histórica Seleção dos Estados Unidos na Copa do Mundo de 1990.